# مفاعل التدفق الصفحي

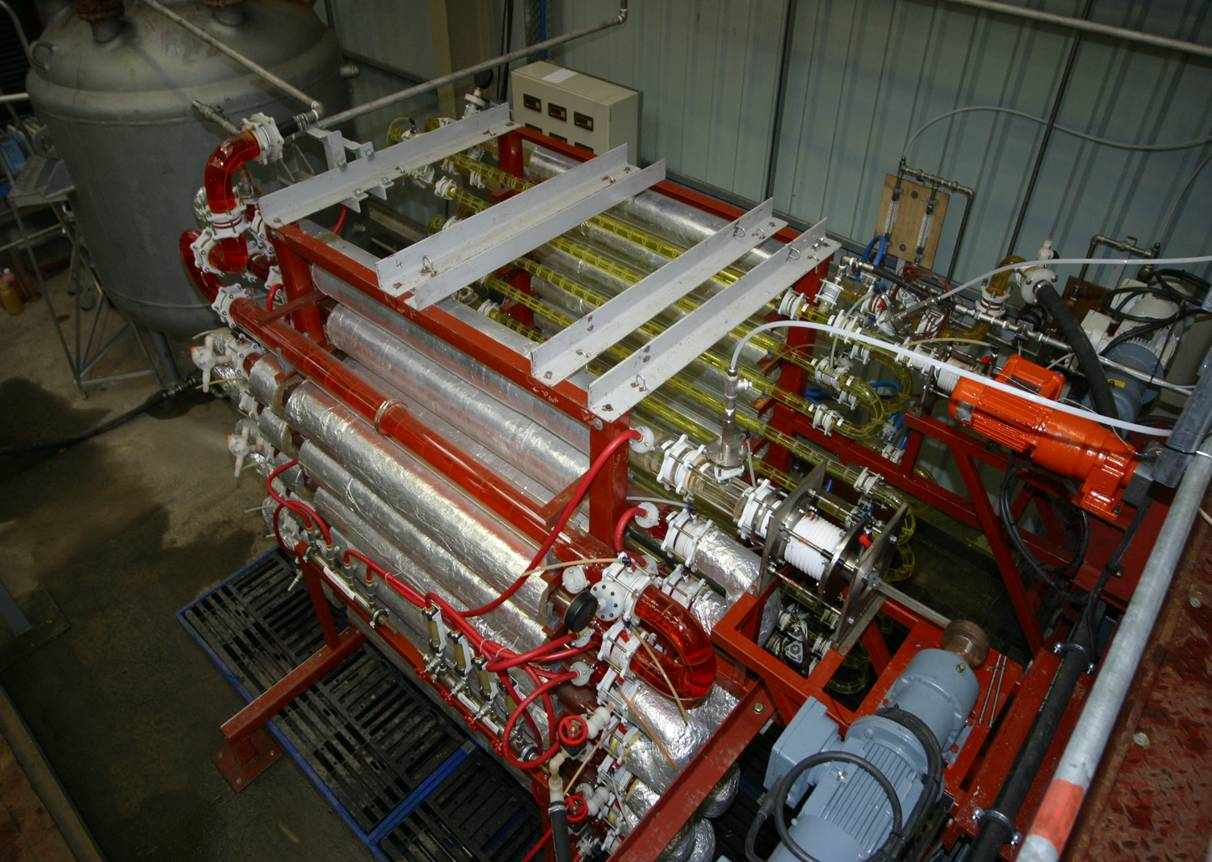
مفاعل تجرى فيه عملية اصطناع

مفاعل التدفق الصفحي (LFR) هو نوع من المفاعلات الكيميائية التي تستخدم التدفق الصفحي للتحكم في معدل التفاعل أو توزيع التفاعل.

## نبذة
مفاعل التدفق الصفحي عبارة عن أنبوب طويل بقطر ثابت يتم الاحتفاظ به عند درجة حرارة ثابتة. تُحقن المفاعلات في أحد طرفيها ويتم جمع المنتجات ومراقبتها من الطرف الآخر. غالبًا ما تستخدم مفاعلات التدفق الصفحي لدراسة تفاعل أولي معزول أو آلية تفاعل متعدد الخطوات.

## روابط خارجية
- https://www.youtube.com/watch?v=VOemsoVSPWI